# 德意志国铁路44型蒸汽机车

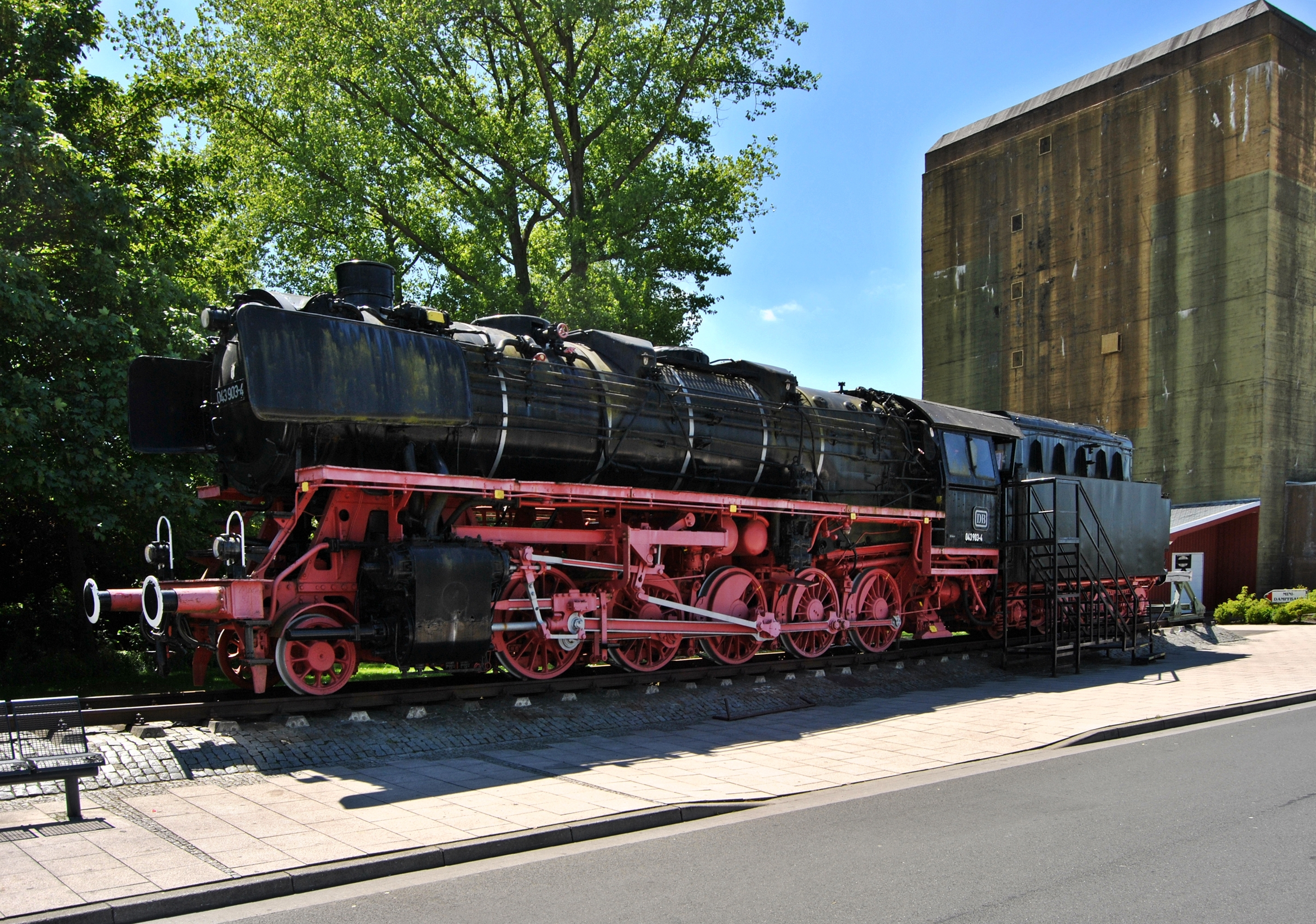
BR44

德国BR44型蒸汽机车是一种2-10-0轴式的重型货运蒸汽机车，也是德国“标准蒸汽机车”之一。这种机车的设计初衷是能够在平直线路上牵引1200吨的列车，或者在较陡的坡度上牵引600吨的列车。

## 历史

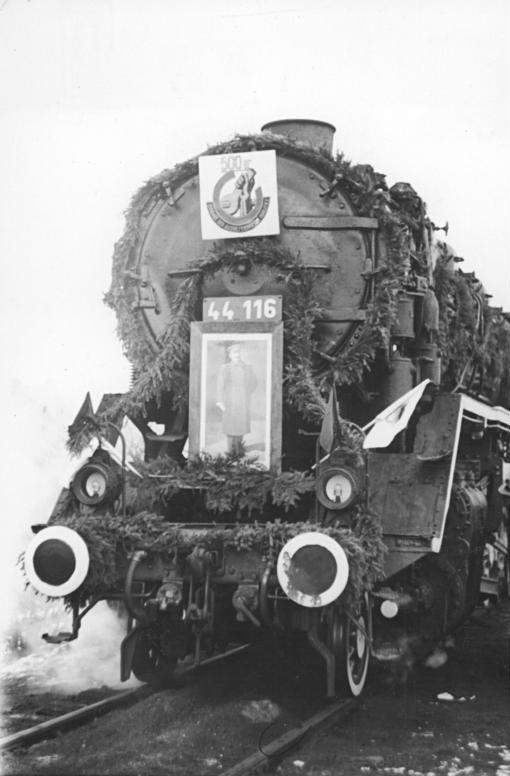
44 116号，锅炉两侧没有烟板

该型机车的最初十辆是在1926年生产的，不过直到1937年都没有第11辆出厂。这是因为44型比其竞争者——双汽缸的43型耗蒸汽量更大。但是当铁路对机车的需求急剧增加时，44型的3汽缸设计反而显示出了更多的优势。于是在1937到1949年之间，又生产了多达1979辆44型机车，加上前面的十辆，共1989辆。二战期间，各制造部门使用廉价材料以及简化的生产工艺来制造44型机车，这些车辆被称为BR44ÜK，这些机车的最显著特点就是没有锅炉两侧的烟板以及驾驶室的侧窗。
战后，有数个国家都在使用BR44型机车，包括西德（1242辆）、东德（335辆）、波兰（67辆）、捷克（3辆）、奥地利（11辆）以及法国（15辆）。其中，奥地利在1952年归还了德国9辆，西德交给法国至少291辆作为战争赔偿，其中的48辆后又被转让给土耳其。
在德国，BR44在被内燃机车大批取代之前一直都是货运主力车型。由于其强大的牵引力（1405千瓦），德国人将BR44昵称为"巨无霸”。事实上，44型一直是德国功率最大的蒸汽机车，这一地位知道1958年才被东德改造而得的58.30型取代。

## 结构与参数

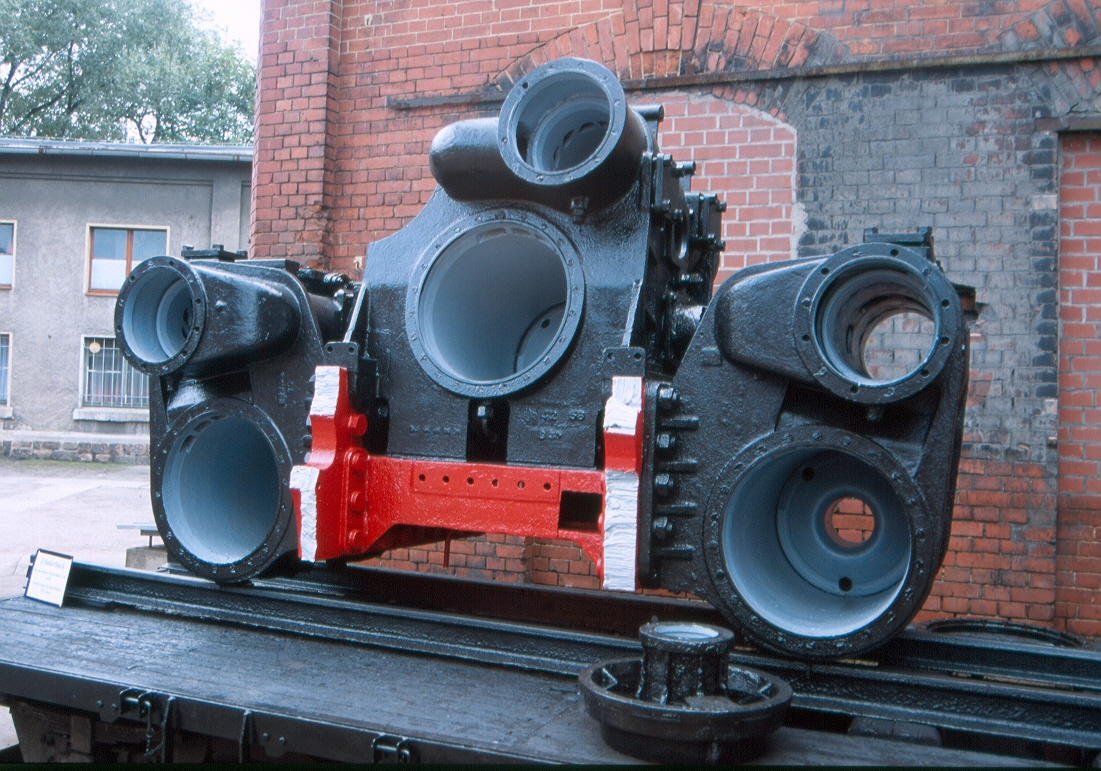
3汽缸结构

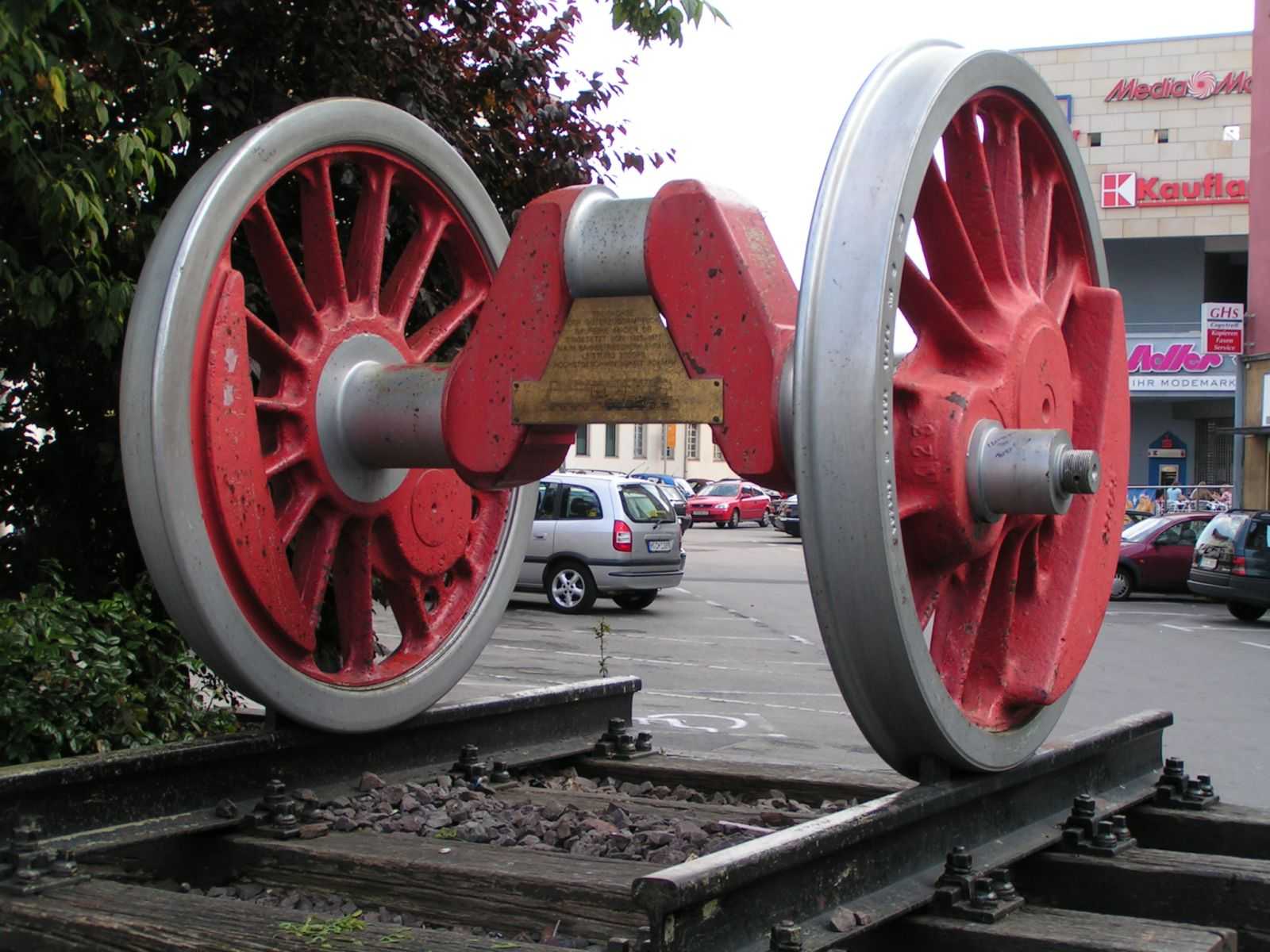
44型的轮对

该型机车最高运行时速80千米。其使用的3个汽缸有一个置于中间，外侧汽缸驱动第三轴，中置汽缸驱动第二轴。44型机车使用4轴T32及T34型煤水车，载煤量均为十吨。
BR44型机车长22,620 mm ，高4,550 mm ，动轮直径1,400 mm ，前轮直径850 mm ，重110.2 t，轴重19.3 t，功率1,405 kW。

## 变迁
44型机车的强大功率是藉由消耗大量的燃煤和蒸汽来达到的，因此有一部分44型机车被改造为燃油驱动。1958年西德改造了32辆，1963年东德改造了91辆。这些机车使用重油。这种燃油在低温情况下几乎凝固，因此需要由蒸汽液化，进行雾化然后才能点燃。1968年德国铁路机车改名后，燃油44型更名为043型并一直保留到了这些车辆退役时。燃油蒸汽机车事实上很受欢迎，因为可以减少反复反复装煤的麻烦。
1973年，由于世界范围内的石油危机，东德的燃油44型又被改回了燃煤动力（在东德，这些机车仍然是铁路上不可缺少的主力），而且编号也回到了改装之前的状态。而西德的44型机车由于即将退役而没有进行改装。1977年，44型机车全部退役，成为西德使用的最后一种蒸汽机车。

## 保存状况

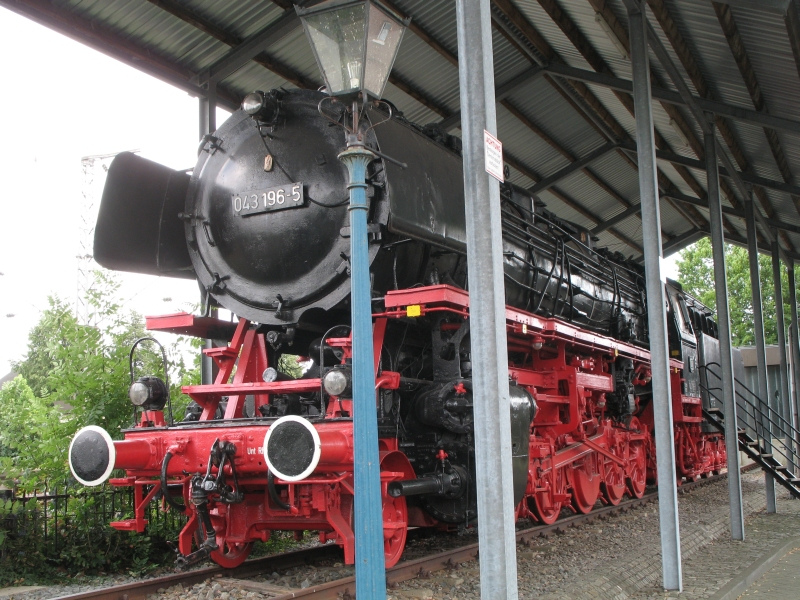
博物馆里的BR44

目前，有两辆44型机车处于动态保存中，44 1486号在 Stassfurt，44 1593 在荷兰的 Beekbergen。
除此之外，一些博物馆中也有静态保存的44型机车：
- 44 1093号 DB博物馆
- 44 1338号 萨克森铁路博物馆
- 44 404 号 Darmstadt-Kranichsteint铁路博物馆
- 44 1558号 Gelsenkirchen-Bismarck
- 44 508 号 Westerburg

还有两辆被作为纪念物保存：043 903 号在埃姆登车站广场，044 389-5号在Altenbeken。